# مارسيلو باغاني
مارسيلو باغاني (بالإسبانية: Marcelo Pagani)‏ مواليد 19 أغسطس 1941 في الأرجنتين، هو لاعب كرة قدم أرجنتيني سابق كان يلعب كمهاجم. سبق له أن لعب في كأس العالم لكرة القدم مع منتخب بلاده.

## روابط خارجية
- مارسيلو باغاني على موقع الاتحاد الدولي (مؤرشف)  (الإنجليزية)
- مارسيلو باغاني على موقع قاعدة بيانات كرة القدم.إي يو (الإنجليزية)
- مارسيلو باغاني على موقع ناشيونال فوتبول تيمز (الإنجليزية)
- مارسيلو باغاني على موقع عالم كرة القدم.نت (الإنجليزية)